# Картрайт-Роблін
Картрайт-Роблін (англ. Cartwright-Roblin) — муніципалітет в Канаді, у провінції Манітоба.

## Населення
За даними перепису 2016 року, муніципалітет нараховував 1308 осіб, показавши зростання на 5,5%, порівняно з 2011-м роком. Середня густина населення становила 1,8 осіб/км².
З офіційних мов обидвома одночасно володіли 10 жителів, тільки англійською — 1 255, а 35 — жодною з них. Усього 435 осіб вважали рідною мовою не одну з офіційних, з них 5 — українську.
Працездатне населення становило 71,3% усього населення, рівень безробіття — 3,6% (3,2% серед чоловіків та 4,1% серед жінок). 58% осіб були найманими працівниками, а 41,1% — самозайнятими.
Середній дохід на особу становив $34 733 (медіана $28 432), при цьому для чоловіків — $36 334, а для жінок $32 971 (медіани — $30 784 та $24 704 відповідно).
28% мешканців мали закінчену шкільну освіту, не мали закінченої шкільної освіти — 25,5%, 45,9% мали післяшкільну освіту, з яких 16,7% мали диплом бакалавра, або вищий.
| Статево-вікова структура населення | Статево-вікова структура населення | Статево-вікова структура населення | Статево-вікова структура населення | Статево-вікова структура населення |
| ---------------------------------- | ---------------------------------- | ---------------------------------- | ---------------------------------- | ---------------------------------- |
|                                    |                                    |                                    |                                    |                                    |
| Всього                             | Всього                             | 49,8%50,2%                         |                                    |                                    |
| 0 — 14 років                       | 0 — 14 років                       |                                    | 24%                                | 24%                                |
| 15 — 64 років                      | 15 — 64 років                      |                                    | 58%                                | 58%                                |
| 65 і більше                        | 65 і більше                        |                                    | 17,9%                              | 17,9%                              |
| 85 і більше                        | 85 і більше                        |                                    | 1,9%                               | 1,9%                               |
| Середній вік (років)               | Середній вік (років)               | 38,138,4                           | 38,3                               | 38,3                               |
| Медіана (років)                    | Медіана (років)                    | 37,336,4                           | 36,8                               | 36,8                               |
| — чоловіки — жінки                 |                                    |                                    |                                    |                                    |

| Походження мешканців:     | Походження мешканців:     | Походження мешканців: | Походження мешканців: | Походження мешканців: |
| ------------------------- | ------------------------- | --------------------- | --------------------- | --------------------- |
| Походження                |                           |                       | осіб                  | %                     |
| Корінні американці        | Корінні американці        |                       | 40                    | 4.12%                 |
| Інше північноамериканське | Інше північноамериканське |                       | 320                   | 32.99%                |
| Європейське               | Європейське               |                       | 800                   | 82.47%                |
| британське                | британське                |                       | 545                   | 56.19%                |
| французьке                | французьке                |                       | 135                   | 13.92%                |
| українське                | українське                |                       | 40                    | 4.12%                 |
| Азійське                  | Азійське                  |                       | 25                    | 2.58%                 |

| Зайнятість населення за галузями (за класифікацією NOC): | Зайнятість населення за галузями (за класифікацією NOC): | Зайнятість населення за галузями (за класифікацією NOC): | Зайнятість населення за галузями (за класифікацією NOC): | Зайнятість населення за галузями (за класифікацією NOC): |
| -------------------------------------------------------- | -------------------------------------------------------- | -------------------------------------------------------- | -------------------------------------------------------- | -------------------------------------------------------- |
|                                                          |                                                          |                                                          |                                                          |                                                          |
| Управління                                               | Управління                                               |                                                          | 33,3%                                                    | 33,3%                                                    |
| Бізнес, фінанси та адміністрування                       | Бізнес, фінанси та адміністрування                       |                                                          | 10,8%                                                    | 10,8%                                                    |
| Природничі та прикладні науки                            | Природничі та прикладні науки                            |                                                          | 2,7%                                                     | 2,7%                                                     |
| Охорона здоров'я                                         | Охорона здоров'я                                         |                                                          | 5,4%                                                     | 5,4%                                                     |
| Освіта, правозахист, муніципальні та урядові служби      | Освіта, правозахист, муніципальні та урядові служби      |                                                          | 7,2%                                                     | 7,2%                                                     |
| Мистецтво, культура, відпочинок та спорт                 | Мистецтво, культура, відпочинок та спорт                 |                                                          | 1,8%                                                     | 1,8%                                                     |
| Роздрібна торгівля та послуги                            | Роздрібна торгівля та послуги                            |                                                          | 13,5%                                                    | 13,5%                                                    |
| Гуртова торгівля, транспорт та обладнання                | Гуртова торгівля, транспорт та обладнання                |                                                          | 15,3%                                                    | 15,3%                                                    |
| Природні ресурси, сільське господарство                  | Природні ресурси, сільське господарство                  |                                                          | 8,1%                                                     | 8,1%                                                     |

## Клімат
Середня річна температура становить 2,7°C, середня максимальна – 24,2°C, а середня мінімальна – -23,1°C. Середня річна кількість опадів – 516 мм.
| Клімат поселення                              | Клімат поселення | Клімат поселення | Клімат поселення | Клімат поселення | Клімат поселення | Клімат поселення | Клімат поселення | Клімат поселення | Клімат поселення | Клімат поселення | Клімат поселення | Клімат поселення | Клімат поселення |
| Показник                                      | Січ.             | Лют.             | Бер.             | Квіт.            | Трав.            | Черв.            | Лип.             | Серп.            | Вер.             | Жовт.            | Лист.            | Груд.            |                  |
| Середній максимум, °C                         | −10,51           | −6,75            | −0,13            | 9,44             | 17,62            | 22,96            | 24,17            | 23,18            | 17,51            | 10,58            | 0,49             | −8,28            |                  |
| Середня температура, °C                       | −16,8            | −13,1            | −6,44            | 3,11             | 11,29            | 16,61            | 19,17            | 18,19            | 12,51            | 5,60             | −4,5             | −13,28           |                  |
| Середній мінімум, °C                          | −23,14           | −19,39           | −12,77           | −3,18            | 5,00             | 10,32            | 14,16            | 13,20            | 7,54             | 0,60             | −9,5             | −18,26           |                  |
| Норма опадів, мм                              | 21               | 18               | 24               | 29               | 65               | 90               | 71               | 68               | 47               | 37               | 24               | 22               |                  |
| Середньомісячна швидкість вітру, м/с          | 4.50             | 4.50             | 4.60             | 4.79             | 4.90             | 4.30             | 3.70             | 3.80             | 4.30             | 4.60             | 4.52             | 4.50             |                  |
| Середньомісячна сонячна радіація, кДж/м²·день | 4278             | 7593             | 12678            | 17063            | 19958            | 21305            | 22076            | 18804            | 13205            | 8056             | 4408             | 3311             |                  |
| --------------------------------------------- | ---------------- | ---------------- | ---------------- | ---------------- | ---------------- | ---------------- | ---------------- | ---------------- | ---------------- | ---------------- | ---------------- | ---------------- | ---------------- |
| Джерело:                                      |                  |                  |                  |                  |                  |                  |                  |                  |                  |                  |                  |                  |                  |